# Preston Burke
Preston Xavier Burke era un personaje de ficción de la serie de televisión de la cadena estadounidense ABC Grey's Anatomy. El personaje fue interpretado por el actor Isaiah Washington, hasta el final de la tercera temporada.

## Características
En el universo de ficción de la obra, Preston Burke es el exjefe de cirugía cardiotorácica en el Seattle Grace Hospital. Completó sus estudios de medicina preventiva en la Universidad de Tulane, y se licenció como primero de su clase de la Escuela de Medicina Johns Hopkins. En la universidad conoció a Erica Hahn, quien se graduó en el segundo lugar después de él, comenzando una rivalidad entre ellos. 
Fue jefe de cirugía del hospital mientras que el Dr. Webber se recuperaba de su cirugía cerebral. Comenzó una relación con Cristina Yang, pero la terminó ya que temía la ruina de sus reputaciones. Cristina, quien esperaba un hijo de Burke, sufre un aborto involuntario lo cual los vuelve a unir. Él y Cristina vivieron juntos en su apartamento perfectamente conservado. 
En el final de la segunda temporada le dispararon, lo cual afectó el control de su mano derecha. En busca de una solución para su problema de largo plazo, decidió trabajar con Cristina durante todas sus operaciones para que ella pudiera asumir la operación en caso de que él tuviese problemas con su mano. El acuerdo se vino abajo después de que Cristina, respondiendo a la creciente tensión después de que George los descubriera, se dirigió al Jefe y confesó todo. Tras esto, inició una guerra fría con Cristina, en la cual ninguno se hablaba, sin embargo, después de que ella rompe el silencio, Burke le propone matrimonio y ella acepta. 
Antes de que su secreto fuese revelado, Burke se convertiría en el próximo Jefe de Cirugía, pero tuvo que competir con sus colegas por la posición. Tras haber sido operado por el Dr. Derek Shepherd se recuperó de su lesión. 
El resto de la temporada, Preston y Cristina se preparan para la boda y experimentan el estrés normal que resulta de dicho proceso tal como las reuniones con los padres de cada uno. Sin embargo, al final de la tercera temporada, el día de su boda, Burke le dijo a Cristina que ya no deseaba obligarla a hacer nada contra su voluntad, ya que se dio cuenta de que estaba tratando de hacer de Cristina la mujer que él quería, en vez de dejarla ser la mujer que es. Cristina dice que "pensaba que esto era lo que quería". Quería decir que ella sabía que era lo que quería, por lo que la dejó en la capilla. Cristina regresó a su apartamento y descubrió que Burke la había abandonado, llevándose consigo las cosas que sólo significa algo para él (su trompeta, su colección de Eugene Foote, la fotografía de su abuela, y su suerte de matorral), dejando devastada a Cristina. 
En la cuarta temporada, la Dra. Erica Hahn lo reemplazó como jefe de cirugía cardiotorácica, quien tiene un enorme respeto por Burke aunque nunca lo admite en su rostro. A Hahn no le gusta Cristina Yang, debido a su relación con el Dr. Burke. Durante su empleo en un nuevo hospital, la envidia crece cuando gana el Harper Avery, un muy prestigioso premio médico.
Washington hizo una aparición en el capítulo final de la décima temporada.